# بانديراس (ألبوم موسيقي)
باندريس (بالفرنسية:Banderas) هو سابع ألبوم موسيقي للمغني وكاتب الأغاني الجزائري لالجيرينو الذي صدر في 28 أكتوبر 2016 عن شركتي التسجيلات الموسيقية Black Pearl Music و Musicast.

## قائمة أغانِ الألبوم
| الترتيب | عنوان الأغنية         | الكاتب            | المنتج      | المدة |
| ------- | --------------------- | ----------------- | ----------- | ----- |
| 1       | Si tu savais          | لالجيرينو         | Zak Cosmos  | 2:57  |
| 2       | Banderas              | لالجيرينو         | Zak Cosmos  | 2:53  |
| 3       | Désolé mama           | لالجيرينو         | Zak Cosmos  | 3:46  |
| 4       | Savastano (مع ألونزو) | لالجيرينو، ألونزو | Koston      | 3:48  |
| 5       | Je m'oublie           | لالجيرينو         | *غير معلوم* | 2:44  |
| 6       | Panama                | لالجيرينو         | Koston      | 2:42  |
| 7       | Miz'amor              | لالجيرينو         | Koston      | 2:45  |
| 8       | Tié plus mon poto     | لالجيرينو         | Koston      | 2:17  |
| 9       | Seni Seni             | لالجيرينو         | Zak Cosmos  | 3:52  |
| 10      | Laissé tomber         | لالجيرينو         | Koston      | 3:04  |
| 11      | Dini                  | لالجيرينو         | Koston      | 2:54  |
| 12      | Le reste on verra     | لالجيرينو         | Zak Cosmos  | 3:00  |
| 13      | L'autoroute de la vie | لالجيرينو         | Enterprise  | 5:24  |

## المراكز
| البلد                      | المركز (حسب عام 2016) |
| -------------------------- | --------------------- |
| فرنسا (SNEP)               | 15                    |
| بلجيكا (Wallonie Ultratop) | 34                    |

## الفيديوهات الموسيقية
| عنوان الأغنية | تاريخ إصدار الفيديو | رابط المشاهدة على منصة يوتيوب |
| ------------- | ------------------- | ----------------------------- |
| Banderas      | 27 أبريل 2016       | رابط                          |
| Panama        | 31 أغسطس 2016       | رابط                          |
| Si tu savais  | 30 سبتمبر 2016      | رابط                          |
| Miz'amor      | 25 نوفمبر 2016      | رابط                          |
| Savastano     | 16 ديسمبر 2016      | رابط                          |

## قائمة المراجع
1. ↑  "L'Algérino annonce son nouvel album « Banderas » ! [PHOTO]". https://www.booska-p.com/ (بfr-FR). Archived from the original on 2025-02-24. Retrieved 2025-07-07. {{استشهاد ويب}}: روابط خارجية في |صحيفة= (help)صيانة الاستشهاد: لغة غير مدعومة (link)
2. ↑  "Banderas - Album par L'Algérion". Apple Music. مؤرشف من الأصل في 2023-03-13. اطلع عليه بتاريخ 2025-07-07.
3. ↑  "lescharts - L'Algérino - Banderas". lescharts. مؤرشف من الأصل في 2023-12-31. اطلع عليه بتاريخ 2025-07-07.
4. ↑  "L'Algérino - Banderas - ultratop.be". ultratop.be. مؤرشف من الأصل في 2020-10-05. اطلع عليه بتاريخ 2025-07-07.
5. ↑  "L'Algerino". YouTube. مؤرشف من الأصل في 2025-07-02. اطلع عليه بتاريخ 2025-07-07.

## وصلات خارجية
- بانديراس على موقع أول ميوزيك (الإنجليزية)
- بانديراس على قاعدة بيانات ديسكوغز (الإنجليزية)
- بانديراس على موقع جينيس (الإنجليزية)